# مارسيل بيريز
مارسيل بيريز (بالإسبانية: Marcel Fabre)‏ هو كاتب سيناريو ومخرج وممثل إسباني، ولد في 29 يناير 1884 بمدريد في إسبانيا، وتوفي في 8 فبراير 1929 بلوس أنجلوس في الولايات المتحدة بسبب سرطان.

## وصلات خارجية
- مارسيل بيريز على موقع IMDb (الإنجليزية)
- مارسيل بيريز على موقع ألو سيني (الفرنسية)
- مارسيل بيريز على موقع أول موفي (الإنجليزية)
- مارسيل بيريز على موقع أول موفي (الإنجليزية)
- مارسيل بيريز على موقع قاعدة بيانات الفيلم (الإنجليزية)
- مارسيل بيريز على موقع كينوبويسك (الروسية)